# Luca Bergamo
Luca Bergamo (Roma, 27 novembre 1961) è un politico italiano, vicesindaco di Roma sotto Virginia Raggi dal 22 dicembre 2016 al 22 gennaio 2021.

## Biografia

### Gli studi
Nato a Roma, ha conseguito la maturità al liceo ginnasio statale Terenzio Mamiani cui sono seguiti gli studi alla facoltà di scienze politiche e poi di filosofia dell'Università degli Studi di Roma "La Sapienza".
Negli anni del liceo e dell'università fu attivo nella direzione romana della federazione giovanile comunista italiana, l'organizzazione giovanile del Partito Comunista Italiano.

### Attività professionale
Tra il 1984 e il 1991 lavorò nell'informatica e in particolare alla Systena del gruppo Olivetti, occupandosi di rappresentazione della conoscenza e progettazione di sistemi informativi con incursioni nell'intelligenza artificiale all'istituto di psicologia del CNR. Nel 1992 entrò all’Autorità per l’Informatica nell’Amministrazione Pubblica, dove rimase un anno per coordinare il settore "popolazione" del primo piano triennale per l'informatica.
Dal 1994 è stato prima consulente per la riorganizzazione del Comune di Roma e successivamente incaricato della direzione delle politiche giovanili, fino al 1999 quando ha assunto la direzione di Zone Attive. Dal 1999 al 2004 fu direttore generale di Zone Attive, società fondata dall'Azienda Speciale Palaexpo per promuovere innovazione culturale con il protagonismo dei giovani, che contribuì alla vita culturale romana e italiana, tra le altre attività, producendo la Biennale des Jeunes Créateurs d'Europe et de la Méditerranée a Roma nel 1999 (da cui è derivato il progetto di recupero dell'ex Mattatoio di Testaccio), gli European Film Awards 2002 a Roma e infine (come produttore associato a Quincy Jones) il concerto We Are the Future 2004 al Circo Massimo. Dal 2001 al 2004 è stato presidente del Comitato organizzatore della Association Internationale pour la Biennale des Jeunes Créateurs d'Europe et de la Méditerranée. Successivamente, fino al 2007, è stato direttore generale del Glocal Forum, fondazione internazionale impegnata nelle regioni post-conflitto a promuovere la pace attraverso la cooperazione culturale e la promozione della cittadinanza attiva, in collaborazione con le principali agenzie delle Nazioni Unite ed i sindaci delle grandi aree urbane.
Nel 2007, con decreto del Presidente della Repubblica, è nominato direttore generale dell'Agenzia Nazionale per i giovani, proposto per tale incarico dal ministro per le politiche giovanili e le attività sportive del governo Prodi II Giovanna Melandri. Tra il 2008 e il 2010 ha diretto il progetto NMC World Youth Meeting for Sustainable Development, coordinando la collaborazione con le agenzie internazionali partecipanti (tra cui ILO, UNHABITAT, UNESCO, UNDP, Banco Interamericano per lo Sviluppo, UCLG). Dal 2012 al 2016 è stato a Bruxelles segretario generale di Culture Action Europe, principale rete del settore culturale europeo, con l'obiettivo che il contributo della partecipazione alla vita culturale alla coesione sociale e allo sviluppo della democrazia sia concretamente riconosciuto e sostenuto nella politiche comunitarie e degli stati membri.
Nel 2016 accetta l'incarico di Assessore alla Crescita Culturale propostogli da Virgina Raggi, di cui diventa vicesindaco nel dicembre dello stesso anno fino al gennaio del 2021.

### Attività politica
Si avvicinò al movimento Alleanza Democratica nel cui seno promosse e coordinò la formazione di un gruppo comprendente segretari nazionali di CGIL, CISL e UIL per l'unità sindacale. In quella circostanza conobbe Fiorella Farinelli, che una volta nominata assessore alle politiche delle Risorse Umane nella giunta del comune di Roma guidato da Francesco Rutelli, lo chiamò come consulente ai processi di informatizzazione della pubblica amministrazione (dal 1994 al 1995). Quando Fiorella Farinelli divenne assessore alle politiche educative e giovanili, Bergamo ideò insieme a Maria Giordano il festival culturale "Enzimi", alla cui guida restò fino al 2004.
Nel 2006 si candidò alle elezioni comunali di Roma come indipendente nella lista dell'Ulivo, senza però essere eletto.
Durante la campagna elettorale per le elezioni comunali di Roma del 2016, Bergamo viene indicato dal candidato del movimento 5 stelle, Virginia Raggi, come assessore alla cultura nella sua giunta in caso di vittoria. Successivamente alla vittoria della Raggi, nel luglio 2016, viene nominato assessore alla crescita culturale di Roma Capitale.
A dicembre dello stesso anno diventa vicesindaco di Roma Capitale, in sostituzione di Daniele Frongia, scelto per le sue competenze e la sua serietà.

### Posizioni politiche
Si è dichiarato favorevole allo Ius culturae, affermando che è "nella sua natura" e nella "genetica dei romani".